# Crates (poeta cômico)
Crates (em grego: Κράτης) foi um poeta ateniense, integrante da chamada Antiga Comédia, que venceu por três vezes a Dionísia Urbana. A primeira vez que venceu o prêmio provavelmente ocorreu no fim da década de 450 ou no início da década de 440 a.C., pouco antes das vitórias de Cálias e Teléclides; um escólio na peça Os Cavaleiros, de Aristófanes (424 a.C.) refere-se a ele como um representante importante da geração anterior, e, de acordo com Aristóteles, em sua Poética, a influência dos poetas cômicos sicilianos fez que ele fosse o primeiro poeta cômico ateniense a abandonar o estilo 'iâmbico' e produzisse peças com uma trama interligada. O Suda relata que seu irmão era um poeta épico chamado Epílico. 
60 fragmentos da sua obra sobreviveram, juntamente com dez títulos de suas obras: Vizinhos, Heróis, Feras Selvagens, Lâmia, Méticos, Jogos, Homens Acorrentados, Oradores, Sâmios e Feitos Ousados. Não se sabe se ele teria alguma relação com Crates II, outro poeta cômico a quem o Suda designa três títulos, O Tesouro, Pássaros e O Homem que Amava o Dinheiro - o primeiro e o último parecem títulos apropriados para peças da 'Comédia Média'. A coleção tradicional de seus fragmentos é a de Kassel-Austin, Poetae Comici Graeci IV; os números de Kock já estão defasados e não devem ser utilizados.